# Some Velvet Morning
Some Velvet Morning é um filme de drama estadunidense de 2013 dirigido por Neil LaBute e estrelado por Alice Eve e Stanley Tucci.

## Sinopse
Situado inteiramente dentro de uma casa geminada localizada no Brooklyn, em Nova York, e ocorrendo em tempo real com um elenco de apenas duas pessoas, um advogado de meia-idade chamado Fred (Stanley Tucci) surpreende sua bela jovem amante Velvet (Alice Eve) ao chegar em sua porta após quatro anos, alegando ter finalmente deixado sua esposa. Depois que ela rejeitou suas tentativas de reacender o romance, sua persistência evoluiu para uma obsessão. À medida que as tensões aumentam, uma história sombria entre os ex-amantes entra em foco.
Inicialmente, Velvet tenta fazer Fred sair alegando que ela tem outro encontro com o filho de Fred, Chris. Durante as discussões de Fred e Velvet, Velvet revela que ela era, e atualmente ainda trabalha, como uma acompanhante cara que Fred conheceu em uma de suas muitas viagens de negócios. A conversa deles acaba levando a uma série de discussões sobre o relacionamento deles. A discussão leva à violência quando Fred tenta fazer sexo com Velvet e a estupra antes de sair.
A reviravolta culminante ocorre quando Fred retorna e tanto ele quanto Velvet rompem seus personagens, revelando como eles gostaram de interpretar a cena inteira. Acontece que 'Fred' é apenas um dos clientes regulares de Velvet e eles se encontram regularmente para representar as diferentes fantasias sexuais de Fred. Fred paga a Velvet por seus serviços, bem como algum dinheiro extra por ficar mais uma hora. Quando Velvet expressa seu desejo de desempenhar um papel diferente de acompanhante em seus encontros futuros, Fred sugere que ela pode ser uma enfermeira e ele fará o papel de sua paciente. Ao sair, Velvet pede a Fred que prometa que ligará para ela para marcar o próximo encontro.

## Elenco
- Alice Eve como Velvet
- Stanley Tucci como Fred

## Recepção
O filme recebeu críticas mistas após o lançamento, com Jason Di Rosso da ABC Australia dizendo que o público foi "tratado com total desprezo pelo diretor e seus cúmplices". Chuck Bowen, da Slant Magazine, perguntou-se "por que LaBute sempre foi levado a sério como o chamado dramaturgo do abismo entre os sexos" e chamou o filme de "exercício prolongado de impasse ressentido de gênero", dando a ele meia estrela de cinco.
Atualmente, o filme detém 48% no Rotten Tomatoes, com 60% dos principais críticos dando uma crítica positiva. Christy Lemire, escrevendo para o site de Roger Ebert, sentiu que representava um "retorno ao tipo de escrita e cinema com o qual Neil LaBute fez seu nome" e concedeu-lhe 3 estrelas em 4.